# Glutamat sintaza (NADPH)
Glutamat sintaza (NADPH) (EC 1.4.1.13, glutamat (redukovani nikotinamid adenin dinukleotid fosfat) sintaza, -glutamat sintaza, -glutamat sintetaza, glutamatna sintetaza (NADP), NADPH-zavisna glutamatna sintaza, glutamin-ketoglutarinska aminotransferaza, NADPH-glutamatna sintaza, NADPH-vezana glutamatna sintaza, glutamin amid-2-oksoglutaratna aminotransferaza (oksidoreduktaza, NADP), L-glutamin:2-oksoglutarat aminotransferaza, NADPH oksidacija, GOGAT) je enzim sa sistematskim imenom L-glutamat:NADP+ oksidoreduktaza (transaminacija). Ovaj enzim katalizuje sledeću hemijsku reakciju
2 -glutamat + + {\displaystyle \rightleftharpoons } -glutamin + 2-oksoglutarat + + (sveukupna reakcija)
(1a) -glutamat + 3 {\displaystyle \rightleftharpoons } -glutamin +2O
(1b) -glutamat + + +2O {\displaystyle \rightleftharpoons } 3 + 2-oksoglutarat + +
Ovaj enzim vezuje FMN, FAD, dva 4Fe-4S klustera i jedan 3Fe-4S klustera. Reakcija teče u reverznom smeru. Protein se sastoji od dve podjedinice, alfa and beta.

## Literatura
- Nicholas C. Price; Lewis Stevens (1999). Fundamentals of Enzymology: The Cell and Molecular Biology of Catalytic Proteins (Third изд.). USA: Oxford University Press. ISBN 019850229X.
- Eric J. Toone (2006). Advances in Enzymology and Related Areas of Molecular Biology, Protein Evolution (Volume 75 изд.). Wiley-Interscience. ISBN 0471205036.
- Branden C; Tooze J. Introduction to Protein Structure. New York, NY: Garland Publishing. ISBN 0-8153-2305-0.
- Irwin H. Segel. Enzyme Kinetics: Behavior and Analysis of Rapid Equilibrium and Steady-State Enzyme Systems (Book 44 изд.). Wiley Classics Library. ISBN 0471303097.

## Spoljašnje veze
- Glutamate+synthase+(NADPH) на 